# Velodrom Neo Faliro
Das Velodrom Neo Faliro wurde bei den Olympischen Spielen 1896 in Athen für die Bahnradsport- sowie für die Tenniswettbewerbe genutzt.

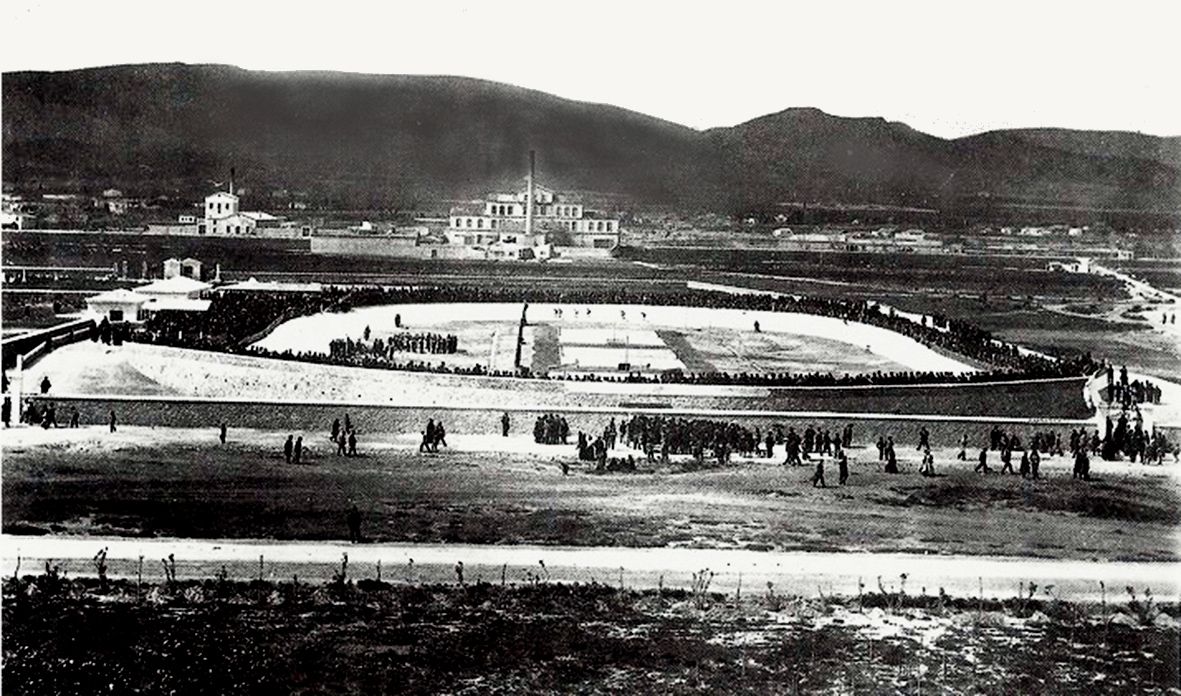
Zeitgenössisches Foto des Velodroms Neo Faliro, Piräus

Der Initiator dieser ersten Olympischen Spiele der Neuzeit und Generalsekretär des Internationalen Olympischen Komitees (IOK), Pierre de Coubertin, hatte sich in Paris um Baupläne für eine Radrennbahn bemüht. Doch der griechische Kronprinz Konstantin, dessen Familie aus Dänemark stammte, bestellte in Kopenhagen die Pläne für eine im Vorort Ordrup aus Anlass der Bahn-Radweltmeisterschaften 1896 erstellte Radrennbahn, um diese nachbauen zu lassen. Die Bahn in Neo Faliro, einem Stadtviertel von Piräus, hatte einen Zementbelag und überhöhte Kurven, war 333,33 Meter lang und bot Platz für 7000 Zuschauer. Das Velodrom wurde innerhalb von drei Monaten für 104 000 Drachmen erbaut. Das Gelände wurde von der Eisenbahngesellschaft Athen-Piräus zur Verfügung gestellt. Im Innenraum befanden sich zwei Tennisplätze, auf denen das olympische Turnier ausgetragen wurde.
Später wurde das Velodrom als Fußballstadion genutzt und 1964 in Karaiskakis-Stadion umbenannt. Das Stadion wurde 2003 abgerissen und als reines Fußballstadion neu errichtet, wo unter anderem Spiele des Fußballturniers der Olympischen Spiele 2004 stattfand.